# Critics’ Circle Theatre Award/Bestes neues Theaterstück
In der Kategorie Bestes neues Theaterstück wurden folgende Critics’ Circle Theatre Awards vergeben:

## 1982 bis 1989
- 1982: A Kind of Alaska

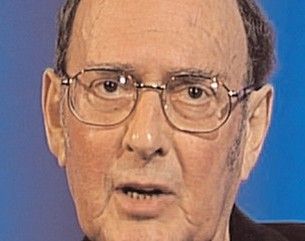
Harold Pinter (Preisträger 1984)

- 1984: One for the Road von Harold Pinter
- 1985: A Chorus of Disapproval von Alan Ayckbourn
- 1986: Road von Jim Cartwright
- 1987: (geteilt) Curtains von Rupert Holmes, Fred Ebb und John Kander
- 1987: (geteilt) Fashion
- 1988: The Secret Rapture von David Hare
- 1989: Ghetto von Joshua Sobol

## 1990 bis 1999
- 1990: Racing Demon von David Hare

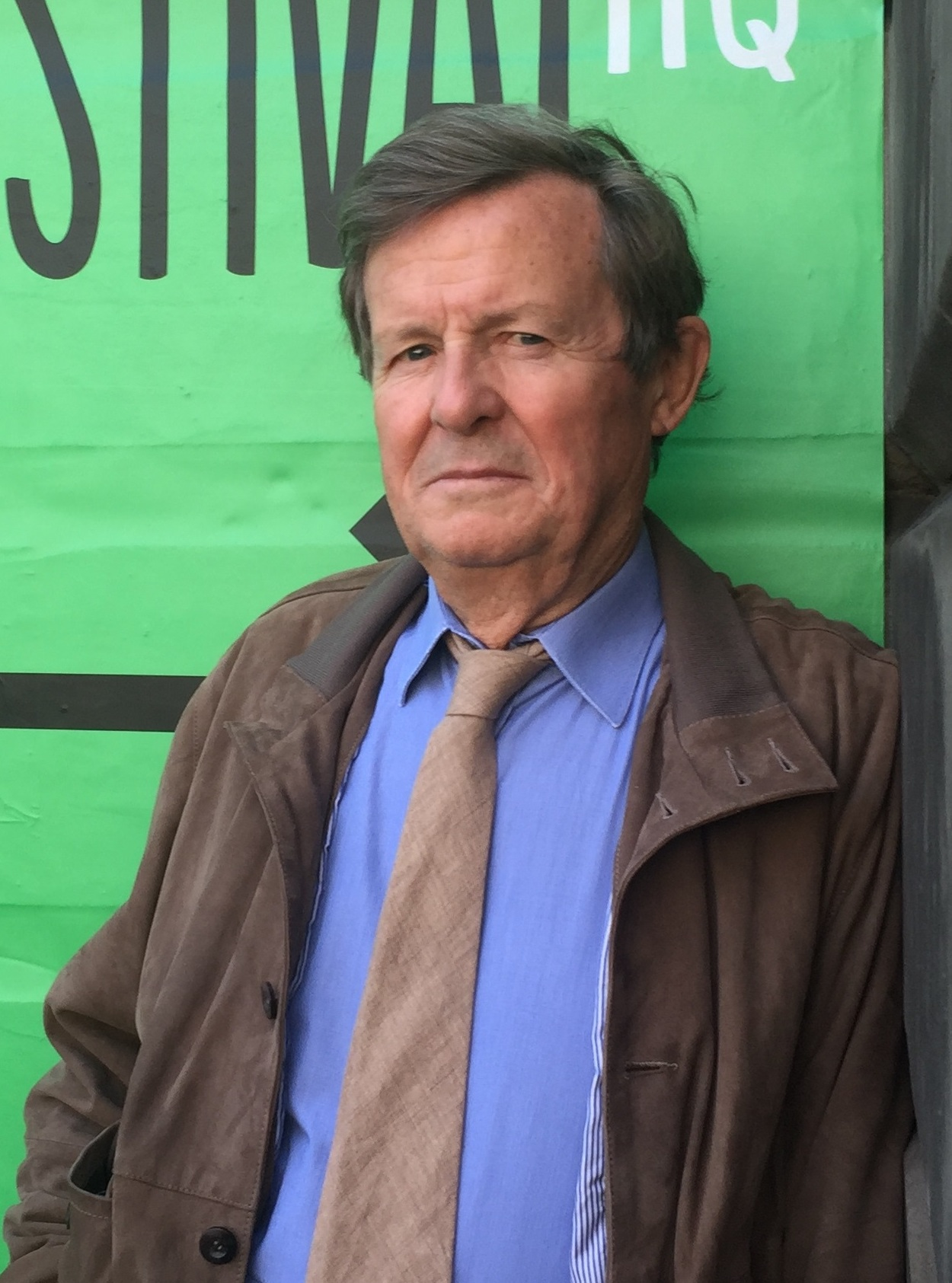
David Hare (Preisträger 1990)

- 1991: Three Birds Alighting on a Field von Timberlake Wertenbaker
- 1992: Angels in America von Tony Kushner
- 1993: Arcadia von Tom Stoppard
- 1994: Dead Funny von Terry Johnson
- 1995: The Steward of Christendom von Sebastian Barry
- 1996: Blinded von the Sun von Stephen Poliakoff
- 1997: Closer von Patrick Marber
- 1998: Copenhagen von Michael Frayn
- 1999: Mnemonic von Simon McBurney

## 2000 bis 2009
- 2000: Blue/Orange von Joe Penhall

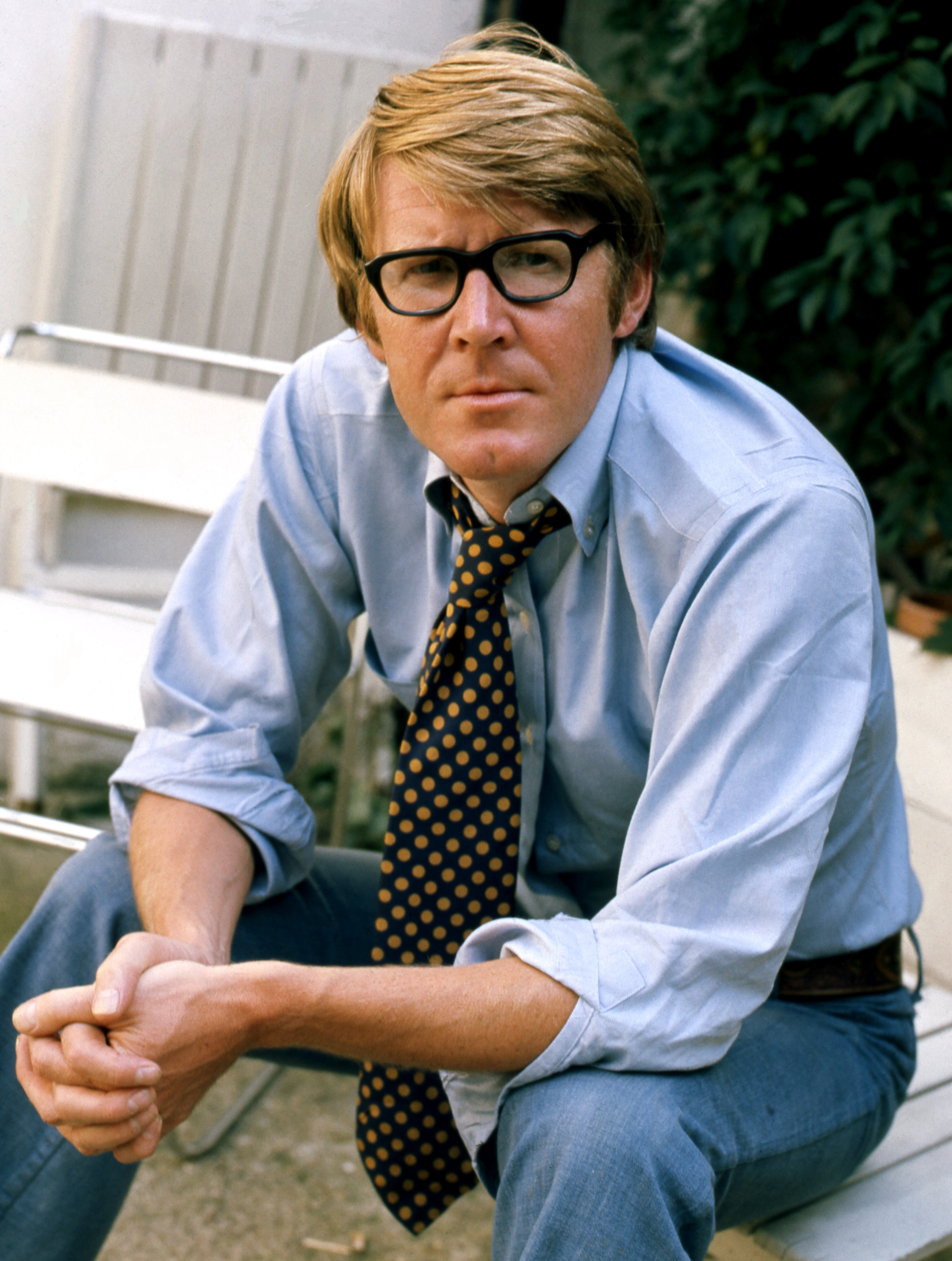
Alan Bennett (1973)

- 2001: Humble Boy von Charlotte Jones
- 2002: The York Realist von Peter Gill
- 2003: Democracy von Michael Frayn
- 2004: The History Boys von Alan Bennett
- 2005: Harvest von Richard Bean
- 2006: Rock'n'Roll von Tom Stoppard
- 2007: A Disappearing Number von Simon McBurney
- 2008: August: Osage County von Tracy Letts
- 2009: Jerusalem von Jez Butterworth

## 2010 bis 2019

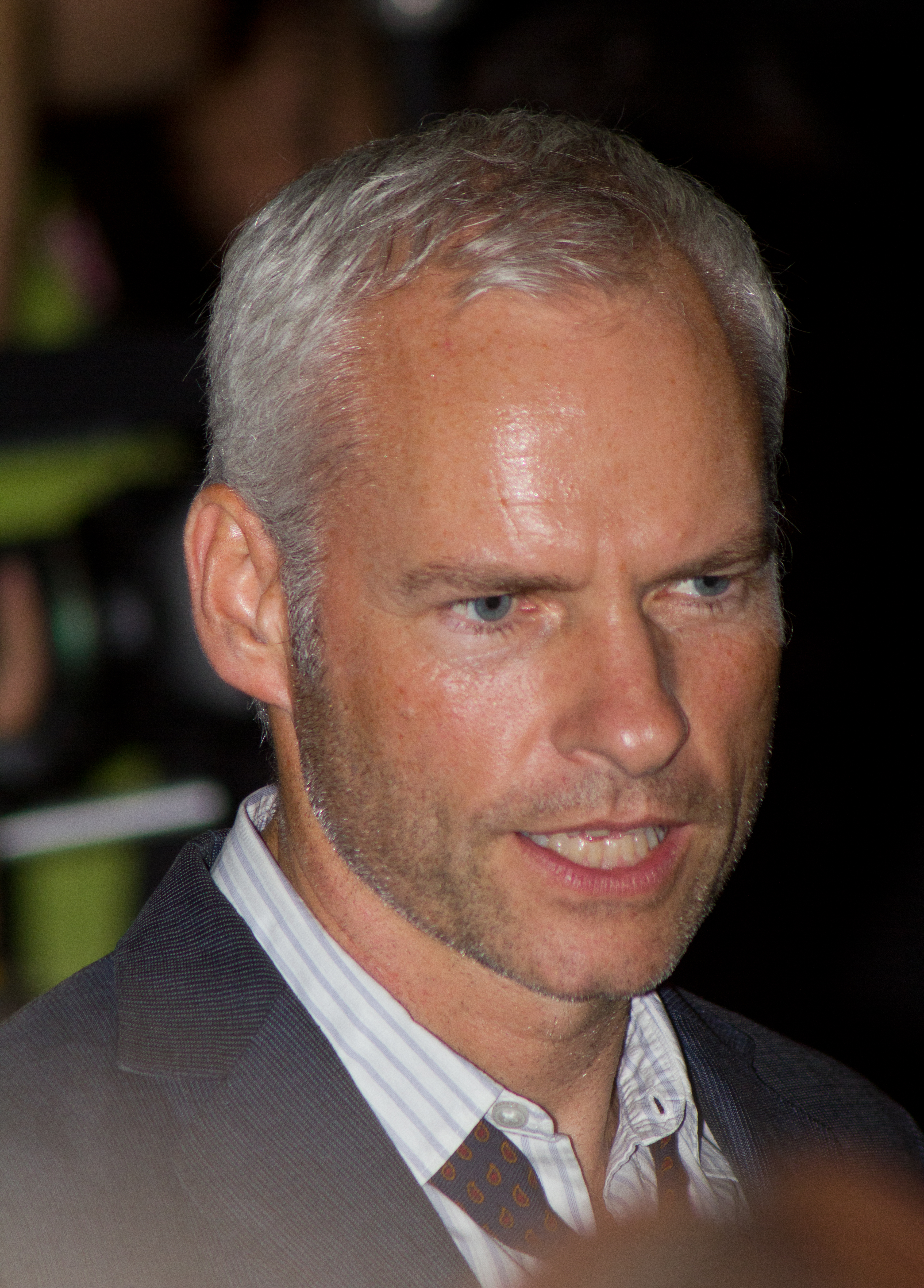
Martin McDonagh (2012)

- 2010: Clybourne Park von Bruce Norris
- 2011: One Man, Two Guvnors von Richard Bean
- 2012: The Effect von Lucy Prebble
- 2013: Chimerica von Lucy Kirkwood
- 2014: King Charles III von Mike Bartlett
- 2015: Hangmen von Martin McDonagh
- 2016: The Flick von Annie Baker
- 2017: The Ferryman von Jez Butterworth
- 2018: The Inheritance von Matthew Lopez
- 2019: A Very Expensive Poison von Lucy Prebble

## 2020 bis 2029
- 2020: Ausfall der Veranstaltung
- 2021: Ausfall der Veranstaltung

James Graham (Preisträger 2022)

- 2022: Best of Enemies von James Graham
- 2023: Patriots von Peter Morgan
- 2024: The Motive and the Cue von Jack Thorne
- 2025: Giant von Mark Rosenblatt